# Pierre-Raymond de la Barrière
Pierre-Raymond de la Barrière (Rodez, 1330/1340 – Avignone, 13 giugno 1383) è stato uno pseudocardinale francese, creato dall'antipapa Clemente VII.

## Biografia
Nacque a Rodez tra il 1330 ed il 1340.
L'antipapa Clemente VII lo elevò al rango di (pseudo) cardinale nel concistoro del 18 dicembre 1378.
Morì il 13 giugno 1383 ad Avignone.

## Genealogia episcopale
La genealogia episcopale è:
- Arcivescovo Bertrando di Castronovo
- Pseudocardinale Pierre-Raymond de la Barrière